# Pseudupeneus grandisquamis
 Pseudupeneus grandisquamis és una espècie de peix de la família dels múl·lids i de l'ordre dels perciformes.

## Morfologia
Els mascles poden assolir els 30 cm de longitud total.

## Distribució geogràfica
Es troba des de la Baixa Califòrnia (Mèxic) fins a Xile.